# McRefugee

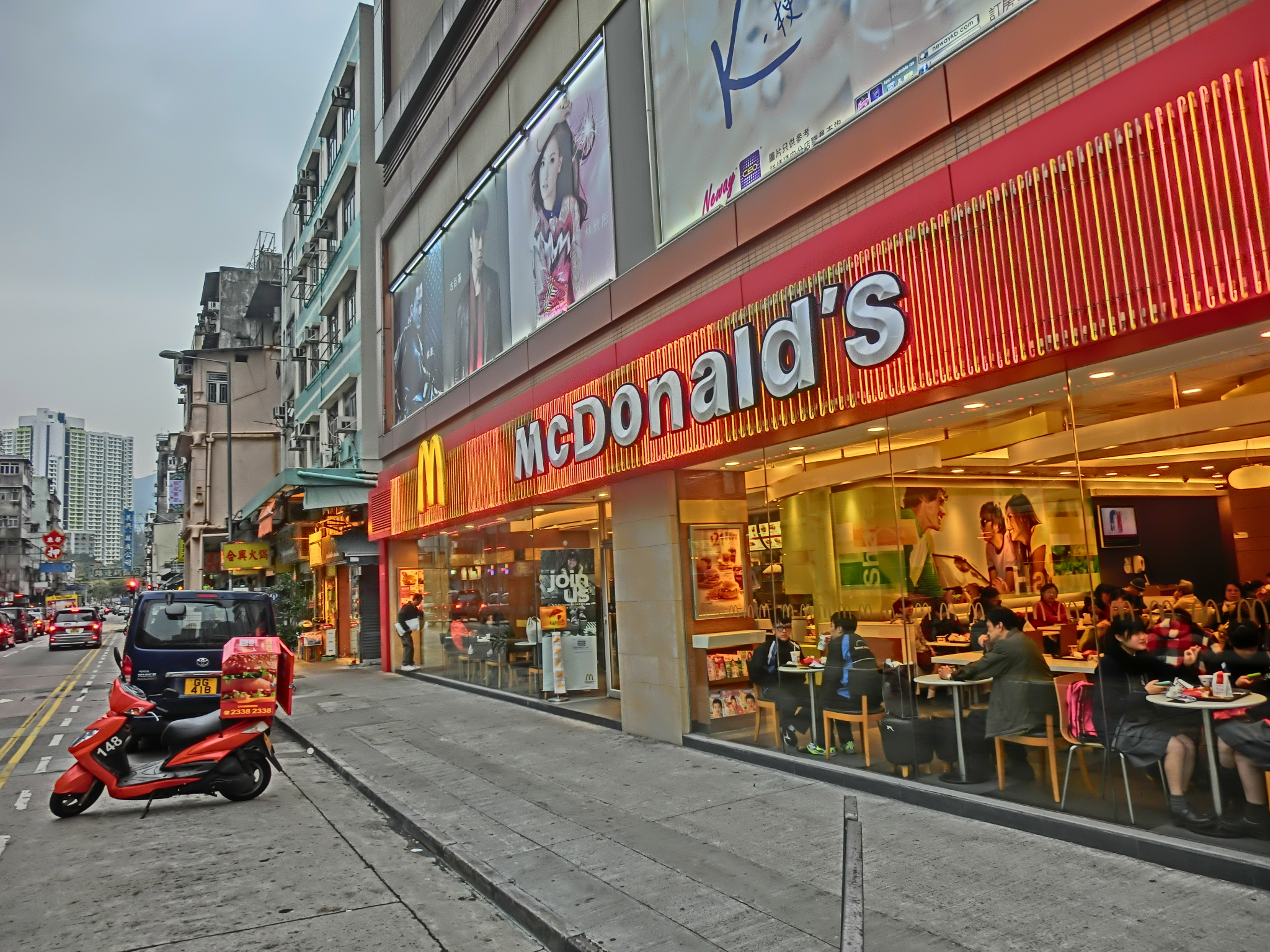
Um McDonald's em Hong Kong

McRefugee é um neologismo e McWord que se refere àqueles que passam a noite num restaurante de fast food McDonald's 24 horas.
O termo foi criado pela primeira vez em japonês: makku nanmin (マック難民). Esse termo tinha sido largamente substituído por nettokafe nanmin (ネットカフェ難民), literalmente "refugiado do net café". No Japão, a maioria dos restaurantes McDonald's funciona 24 horas por dia. Devido ao desemprego, às rendas elevadas e aos custos de transporte no Japão, os McRefugiados optam por passar a noite num McDonald's.
O fenômeno e a palavra se espalharam para Hong Kong como mahk naahn màhn (麥難民), onde alguns McRefugiados jogam videogames e são conhecidos como McGamers. O McDonald's abriu filiais 24 horas na China continental em setembro de 2006, que rapidamente atraiu McRefugiados.
No início de outubro de 2015, a morte de uma mulher num restaurante McDonald's de Hong Kong, aberto 24 horas por dia, em Kowloon Bay, chamou a atenção para o fenómeno dos McRefugiados. Os McRefugiados também podem ser encontrados noutras sucursais abertas 24 horas por dia. Entre os mais de 1600 sem-abrigo de Hong Kong em 2015, cerca de 250 eram McRefugiados.
Em 2018, um estudo realizado pela Society for Community Organization concluiu que havia 384 McRefugees em Hong Kong. Em agosto do mesmo ano, começou a ser rodado em Hong Kong um filme sobre este tema, com o título I'm Livin' It, imitando o slogan do restaurante, "I'm loving it".[carece de fontes?]